# Közönséges pézsmateknős
A közönséges pézsmateknős (Sternotherus odoratus) a hüllők (Reptilia) osztályába  és a teknősök (Testudines) rendjébe és az iszapteknősök (Kinosternidae) családjába tartozó faj.
Nevüket onnan kapták, hogy  megzavarása esetén, pézsma szagú folyadékot bocsát ki a kloákájából.

## Előfordulása
Kanada délkeleti részén és az Amerikai Egyesült Államok keleti részén honos.

## Megjelenésük
Testhossza 8-14 centiméter. A hátpáncélja ovális és kupolaszerű, a színe barna vagy fekete.

## Életmódja
Mindenevő, de tápláléka inkább állati eredetű, megeszi a puhatestűeket, kisebb halakat, rovarokat, férgeket, de dögöt is. Az iszapos aljzaton keresgél.

## Szaporodása
A nőstény február és június között rakja le 1-9 tojását. Kelési ideje 60-84 nap.